# Wallis i Futuna
Zajednica otoka Wallis i Futuna, skraćeno Wallis i Futuna (francuski: Territoire des îles Wallis et Futuna) je prekomorski teritorij Francuske u Tihom oceanu. Sastoji se od tri vulkanska otoka: Wallis, Futuna i Alofi. Otočje se nalazi između Nove Kaledonije i Tahitija. Udaljen je 22.000 km od kontinentalne Francuske (Pariza).

## Povijest
Otoke su otkrili Nizozemci i Britanci u 17. i 18. stoljeću, da bi ih kasnije naselili Francuzi. Dolaskom francuskih katoličkih misionara 1837. počelo je pokrštavanje lokalnog stanovništva.
Dana 5. travnja 1842. kraljevstva Uvéa na Wallisu, Alo na otoku Alofi i Sigave na Futuni zatražili su od Francuske zaštitu od dijela domorodačkih pobunjenika. Dana 5. travnja 1887. kraljica kraljevstva Uvéa na otoku Wallisu je potpisala sporazum s kojim je zemlja postala francuski protektorat. Kraljevi kraljevstava Sigave i Alo su potpisali isti sporazum 16. veljače 1888. Otoci su bili pod upravom francuske kolonije Nove Kaledonije.
Godine 1917. zemlje su pripojene Francuskoj i pretvorene u Koloniju Wallis i Futuna, pod upravom Kolonije Nova Kaledonija.
Godine 1959. stanovništvo otoka je izglasalo status prekomorskog departmana, da bi se1961. administrativno odvojili od Nove Kaledonije.
Godine 2003. otočje je dobilo poseban status prekomorskog kolektiva (francuski:collectivité d'outre-mer).

## Administracija
Wallis i Futuna imaju status prekomorskog kolektiva Francuske (francuski: collectivité d'outre-mer, ili COM) od 2003. godine. Između 1961. i 2003. godine, imali su status prekomorskog teritorija Francuske (francuski: territoire d'outre-mer, ili TOM).

## Politika
Teritorij je podjeljen tradicionalno u tri dijela (royaumes coutumiers): Uvéa (na otoku Wallis), Sigave (zapadni dio otoka Futuna) i Alo (na otoku Alofi i istočnom dijelu otoka Futuna).
Uvéa je dalje podjeljena u tri okruga: Hanake, Hihifo, i Mua. Glavni grad teritorija je Mata-Utu koji se nalazi na otoku Wallis koji je ujedno i najnaseljeniji otok.
Predsjednika Republike Francuske predstavlja Visoki namjesnik (tu funkciju od 12. kolovoza 2007. vrši Richard Didier). Teritorijalno vijeće se sastoji od sva tri tradicionalna kralja i još tri člana koji imenuje Visoki namjesnik na prijedlog Teritorijalne skupštine.
Teritorijalna skupština (Assemblée territoriale) se sastoji od 20 zastupničkih mjesta. Zastupnici se izabiru glasovanjem na mandat od 5 godina. Wallis i Futuna dodjeljuju jednog senatora u Francuski Senat i jednog zastupnika u parlament. 
Na Wallisu i Futuni je na snazi većinom francuski pravni sustav, ali se dopušta i uporaba tradicionalnih zakona (samo za ne kriminalne slučajeve).

### Politička kriza
Godine 2005. teritorij je jako uzdrmala politička kriza. Nakon 46 godina vladanja kraljevstvom Uvéa, kralj Tomasi Kulimoetoke II se suočio s krizom kaotičnih razmjera. Kriza je počela kada je kraljev sin osuđen za ubojstvo. Naime pregazio je pješaka i pobjegao u kraljevsku palaču. Kralj je odbio dati uhititi sina i zahtijevao odlazak francuskih vlasti s teritorija. Naravno to nije odgovaralo stanovništvu zbog velike financijske pomoći kontinentalne Francuske kraljevstvu i zbog velikog broja zaposlenih u francuskoj administraciji.
Pobunjeno stanovništvo je odlučilo okruniti novog kralja koji podupire francusku administraciju, ali za vrijeme krunidbe (koja je zakazana za 25. rujna) dogodio se sukob između dviju strana. Pristaše kralja su okupirali zračnu luku i blokirali ceste kamionima kokosa.
Sukob je na kraju završio zahvaljujući francuskom posredniku Louisu Lefrancu koji je ponovno priznao kraljev autoritet. Pregovori između dviju strana još uvijek traju i krunidba drugog kralja je trenutno otkazana.

## Zemljopis
Teritorij se sastoji od najnaseljenijeg otoka Wallis, otoka Futuna i nenaseljenog otoka Alofi (stanovništvo otoka Alofi su pojeli kanibali s Futune u jednom napadu u 19. stoljeću). Otoci su vulkanskog porijekla. U teritorij također spadaju i 20 nenaseljenih otočića. Sveukupno teritorij Wallis i Futuna ima 274 km² sa 129 km obale. Najviša točka je Mont Singavi (na Futuni) visok 765 m.
Otocima vladaju vruće kišno razdoblje od studenog do travnja, dok u drugim mjesecima vlada većinom suho razdoblje. Broj padalina je od 2500 do 3000 mm godišnje, prosječna vlažnost je 80%, a temperatura 26.6°C.
Veliki problem otočja je sječa drveća koje se koristi kao glavni izvor goriva. Na otoku Alofi nema trajnih naselja zbog pomanjkanja slatke vode.
Wallis i Futuna su geološki vrlo različiti:
- Wallis se sastoji od jednog glavnog otoka i puno malih otočića koraljnog porijekla. Također se na Wallisu nalazi i jedan vulkan i laguna. Najviša točka otoka je Mont Lulu (151 m).

- Za razliku od Wallisa, Futuna nema koraljni greben i otočiće.

## Gospodarstvo
Gospodarstvo Wallisa i Futune je većinom vezano za tradicionalnu poljoprivredu. U poljoprivrednom sektoru je zapošljeno oko 80% stanovništva (od biljaka se većinom se uzgajaju kokos i povrće, a od životinja svinje). Također je dosta razvijeno i ribarstvo. Oko 4% stanovništva je zapošljeno u vladinoj administraciji. Prihodi zemlje se baziraju većinom na potpori kontinentalne Francuske, prodaje ribolovnih prava Japanu i Južnoj Koreji, uvoznim taksama, i davanjima dijela stanovništva koje se nalazi na privremenom radu u Novoj Kaledoniji.
Od industrije je najrazvijenija obrada drveta i ručna izrada suvenira. Poljoprivredni proizvodi su: kruhovac, yam yam, banane, svinje i ovce.
BDP je oko 2000 USD per capita. Najveći trgovinski partneri teritorija su kontinentalna Francuska, Australija i Novi Zeland.
Službena valuta teritorija je CFP Franak koji se još koristi i u Francuskoj Polineziji i u Novoj Kaledoniji.

## Stanovništvo
Ukupan broj stanovnika teritorija (po popisu iz 2003.) je bio 14.944 stanovnika (67.4% na otoku Wallis, 32.6% na otoku Futuna), većina stanovništva je polinezijskog porijekla, a postoji i dio stanovništva francuskog porijekla.
Oko 16.000 Wallisežana i Futunežana žive i rade u Novoj Kaledoniji, što je veći broj od ukupnog stanovništva Wallisa i Futune.
Većina stanovništva je katoličke vjeroispovjesti. Skoro svi stanovnici teritorija se koriste francuskim i nekim od domorodačkih jezika (walliški ili futunski) koji pripadaju polinezijskim jezicima. Francuski je materinji jezik samo 10% populacije, ali je široko rasprostranjen i znaju ga gotovo svi stanovnici Wallisa i Futune. Većina stanovništva je pismeno.

## Jezici
U Wallisu i Futuni postoje 3 priznata individualna jezika, od kojih je francuski nacionalni, 120 (Johnstone 1993). Ostala dva su istočnofutunski 3.600 (1987) i uvea 9.620 (2000).

### Emigracija
Veliki broj stanovništva je napustilo otoke u potrazi za poslom. Osim 16 000 emigranata koji žive u Novoj Kaledoniji (većinom u glavnom gradu Nouméa), veliki broj ljudi živi i u kontinentalnoj Francuskoj i Francuskoj Polineziji.

## Kultura
Otočna kultura je većinom polinezijska. Glazbena kultura je vrlo razvijena i ima bogatu tradiciju.

## Prijevoz i komunikacije
Godine 1994. teritorij je imao 1.125 telefonskih priključaka, jednu AM radio stanicu i dvije televizijske stanice.
Otok Wallis ima oko 100 km cesta, dok Futuna ima oko 20 km. Dvije glavne luke su Leava na Futuni i Mata-Utu koji je glavna trgovačka luka. Flota se sastoji od tri broda za potrebe prijevoza robe, dva putnička broda i tankera za prijevoz plina. postoje dvije zračne luke, jedna dugačka 2000 m i druga dugačka 1000 m.
Jedini redoviti letovi koji dolaze na otok Wallis su zrakoplovi AirCalina sa sjedištem u Novoj Kaledoniji.

## Vanjske poveznice
- Stranica prekomorskog ministarstva  Arhivirana inačica izvorne stranice od 18. veljače 2003. (Wayback Machine)
- Stranica Visokog namjesnika Wallis et Futuna  Arhivirana inačica izvorne stranice od 21. lipnja 2012. (Wayback Machine)
- Stranica teritorijalne skupštine  Arhivirana inačica izvorne stranice od 18. listopada 2007. (Wayback Machine)
- Glazba Wallisa i Futune
- Fotografije  Arhivirana inačica izvorne stranice od 21. listopada 2020. (Wayback Machine)
- Stranica o zajednici emigranata diljem svijeta
- Jezična situacija teritorija Arhivirana inačica izvorne stranice od 3. rujna 2011. (Wayback Machine)
- Detaljna karta teritorija  Arhivirana inačica izvorne stranice od 20. veljače 2002. (Wayback Machine)
- Uvea mo Futuna (online magazin Wallisa i Futune)

|  | Portal Francuske – Pristup člancima s tematikom o Francuskoj. |